# جشنواره بین‌المللی فیلم داکا
جشنواره بین‌المللی فیلم داکا (انگلیسی: Dhaka International Film Festival) در سال ۱۹۹۲ با همکاری انجمن فیلم رنگین کمان و با شعار فیلم برتر، تماشاچی برتر و جامعه برتر آغاز به کارکرد و از سال ۱۹۹۵ به صورت دوسالانه فعالیت خود را ادامه داد. این جشنواره که از ۱۲ تا ۲۲ ژانویه در شهر داکا برگزار می‌شود در بين مهم‌ترين رويدادهاي سينمايي قاره آسيا و پنج رويداد مهم سينمايي خاورميانه قرار گرفته است. 